# Brantôme
Brantôme – miejscowość i dawna gmina we Francji, w regionie Nowa Akwitania, w departamencie Dordogne. W dniu 1 stycznia 2016 roku z połączenia dwóch ówczesnych gmin – Brantôme oraz Saint-Julien-de-Bourdeilles – utworzono nową gminę Brantôme en Périgord. Siedzibą gminy została miejscowość Brantôme. W 2013 roku populacja Brantôme wynosiła 2221 mieszkańców. 